# Метель в Иране (1972)
Снежная буря в Иране в феврале 1972 года стала самой смертоносной метелью в истории, что зафиксировано в Книге рекордов Гиннесса. Недельный период низких температур и сильных зимних штормов, продолжавшийся от 3 до 9 дней в феврале 1972 года, привел к гибели более 4000 человек. Штормы вывалили более 7,9 метров (25 футов 11 дюймов) снега в сельские районы северо-западного, центрального и южного Ирана. Метель пришла после четырёх лет засухи.
На юге Ирана выпало до 7,9 метров (26 футов) снега, под которым оказались погребены не менее 4000 человек. По данным сообщений тех дней газеты Эттелаат, больше всего пострадали город Эрдекан и прилегающие деревни, в Какане и Кумаре выживших не было. На северо-западе, недалеко от границы с Турцией, были погребены село Шаклабад и 100 его жителей. По оценкам некоторых экспертов, около 200 деревень оказались погребены под снегом и полностью стёрты с карты.

## Хронология событий
В конце января над западным Ираном уже пронеслась серия снежных бурь. Метель, пронёсшаяся с 3 по 8 февраля из Азербайджана в Иран, оставила после себя до 8 метров (26 футов) снега. Ветер и снег привели к поломке деревьев и линий электропередач. Снег погрёб под собой рельсы, дороги и многие деревни, а также раздавил своей тяжестью транспортные средства.
В разгар шторма власти подсчитали, что регион, включающий весь западный Иран, находился под снегом в течение недели. Запасы продовольствия и медикаментов были исчерпаны, а температура упала до −25 °C (−13 °F), что поставило под сомнение выживание жертв снежной бури. Кроме того, в начале зимы в сельской местности началась эпидемия гриппа, которая уже к тому времени унесла несколько жизней.
Снежная буря оставила без связи сотни деревень в Азербайджане; 20 автобусов, перевозивших людей, оказались в ловушке по обе стороны горного перевала Хейран, а автобус, перевозивший 30 пассажиров, потерпел крушение на горном перевале Хейран, в результате чего погибли все его пассажиры. Войска Советской Армии прибыли, чтобы спасти советских граждан, оказавшихся в ловушке, но было слишком поздно. На дороге Чалус сошли лавины, а в порту Бендер-Энзели было отключено электричество. Сотни пассажиров и водителей оказались заблокированы на дорогах, а основные дороги страны и движение поездов Азербайджана были остановлены. Некоторые люди в Тебризе потеряли сознание от холода. Пилоты иностранных самолётов не осмелились приземлиться в Мехрабаде, и жители Хамадана оказались заперты в своих домах. В 15 городах были закрыты школы, а также произошло множество других событий, которые попали в новостные сводки.
9 февраля, во время 24-часового затишья, спасательным вертолётам удалось добраться до части региона. Там, где были деревни, спасатели обнаружили большие сугробы; при раскопках часто обнаруживались замёрзшие трупы. В селе Шеклаб они обнаружили 18 тел, прежде чем 11 февраля разразилась очередная метель. Спасателям пришлось эвакуироваться.
Армейские вертолёты оставили две тонны продовольствия в виде хлеба и фиников, разбросанных по сугробам вокруг деревень. Это было сделано в надежде, что жители смогут пополнить свои запасы, если им удастся прорыть туннель из своего места обитания. Однако мало кто смог извлечь из этого пользу. Из 100 жителей Шеклаба не выжил никто.